# Frankfurt-Zeilsheim
Zeilsheim is een stadsdeel van Frankfurt am Main. Het stadsdeel is samen met Sindlingen het meest westelijke gebied van Frankfurt. Zeilsheim is met ongeveer 12.000 inwoners een middelgroot stadsdeel van Frankfurt.

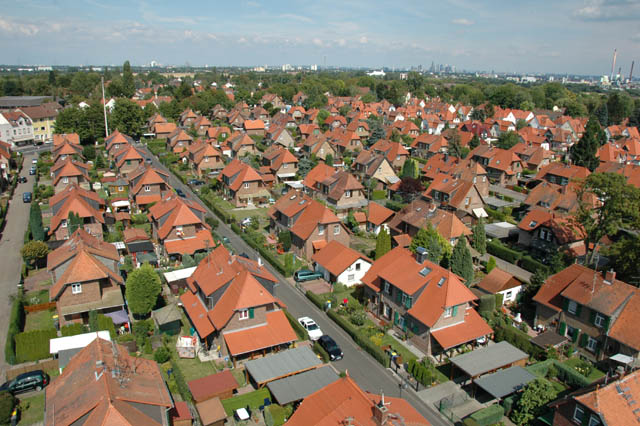
Uitzicht op de "Kolonie", een woonwijk in het centrum van Zeilsheim

Altstadt · Bahnhofsviertel · Bergen-Enkheim · Berkersheim · Bockenheim · Bonames · Bornheim · Dornbusch · Eckenheim · Eschersheim · Fechenheim · Flughafen · Frankfurter Berg · Gallus · Ginnheim · Griesheim · Gutleutviertel · Harheim · Hausen · Heddernheim · Höchst · Innenstadt · Kalbach-Riedberg · Nied · Nieder-Erlenbach · Nieder-Eschbach · Niederrad ·  Niederursel · Nordend · Oberrad · Ostend · Praunheim · Preungesheim · Riederwald · Rödelheim · Sachsenhausen · Schwanheim · Seckbach · Sindlingen · Sossenheim · Unterliederbach · Westend · Zeilsheim